# Latrodectus apicalis
Latrodectus apicalis är en spindelart som beskrevs av Butler 1877. Latrodectus apicalis ingår i släktet änkespindlar, och familjen klotspindlar. Inga underarter finns listade i Catalogue of Life.